# Машин, Пётр Александрович
Пётр Александрович Машин (1851 — 1914) — начальник Николаевского кавалерийского училища, начальник 10-й кавалерийской дивизии, генерал-лейтенант.

## Биография
Из потомственных дворян Полтавской губернии. Сын полковника.
18 февраля 1886 года Машин был назначен начальником Ставропольского казачьего юнкерского училища и занимал этот пост в течение 10 лет, будучи 9 апреля 1889 года за отличие произведён в полковники. 16 марта 1896 года он был назначен командиром 7-го драгунского Новороссийского великого князя Владимира Александровича полка, но командовал им немногим более года, 20 июня 1897 года получив назначение начальником войскового штаба Терского казачьего войска.
Произведённый 6 мая 1899 года в генерал-майоры, 18 августа 1899 года Машин был назначен начальником Николаевского кавалерийского училища, которое возглавлял более четырёх лет, пока 1 декабря 1903 года не был назначен состоять в распоряжении начальника Главного штаба.
Вскоре, 3 февраля 1904 года, Машин был назначен командующим 10-й кавалерийской дивизией, а 6 декабря 1906 года произведён в генерал-лейтенанты с утверждением в должности начальника дивизии.
14 августа 1907 года генерал Машин был уволен от службы с мундиром и пенсией. Скончался 2 ноября 1914 года в Харькове после продолжительной болезни.

## Награды
За свою службу Машин был награждён многими орденами, в их числе:
- Орден Святого Станислава 3-й степени (1873)
- Орден Святой Анны 3-й степени (1879)
- Орден Святого Станислава 2-й степени (1882)
- Орден Святой Анны 2-й степени (1885)
- Орден Святого Владимира 4-й степени (1888)
- Орден Святого Владимира 3-й степени (1895)
- Французский командорский крест ордена Почётного Легиона (1901)
- Орден Святого Станислава 1-й степени (1903)
- Большой офицерский крест ордена Короны Италии (1903)